# Caminho Novo
O Caminho Novo ou Caminho de Garcia Rodrigues Paes era uma das estradas reais que davam acesso à região das Minas Gerais à época do Brasil Colônia.

## História
| "Depois de ter adquirido algumas notícias de pedras que podem prometer metais e examinando em todas aquelas e antigas tradições destes negócios, que não podem ser averiguaveis seus mineiros, que o entenda enquanto este não vem, parece-me conveniente ao serviço de Vossa Majestade buscar todos os caminhos para que os quintos do ouro de lavagem não se extraviem e continue o aumento das minas. Como as dos Cataguazes são tão ricas, pareceu-me preciso facilitar aquele caminho de sorte que convidasse a facilidade dele aos mineiros de todas as vilas e os do Rio de Janeiro para irem minerar, e poder ser as minas providas de mantimentos, o que tudo redundará em grande utilidade da Fazenda de Vossa Majestade, o que me obrigou a fazer diligências em São Paulo por pessoa que abrisse o caminho do Rio de Janeiro para as Minas e tendo-se-me oferecido Amador Bueno, eram tão grandes os interesses que me pedia que o excusei sobre a dita diligência. Sabido êste negócio por Garcia Rodrigues Pais, o descobridor das chamadas esmeraldas, se me veio oferecer com todo o zelo e desinteresse para fazer este, porem não se podia expor a êle sem eu vir ao Rio de Janeiro para o auxiliar; e é sem dúvida que se o dito Garcia Rodrigues consegue o que intenta, fará grande serviço a Vossa Majestade e a este governo grande obra; porque pende o interesse de se aumentar os quintos pela brevidade do caminho; porque por este donde agora vão aos Cataguazes se porá do Rio não menos de três meses e de São Paulo 50 dias; e pelo caminho que se intenta abrir, se porão pouco mais de 15 dias. Agora se consegue a utilidade dos campos gerais, os quais são tão férteis para os gados que dizem estes homens virão a ser outro Buenos Aires. Do Rio a êstes campos são 7 a 8 dias e daí as Minas pouco mais de oito. Também fica facilitado o descobrimento do Sabaraboçu pela vizinhança que fica desta praça." Ofício do governador da capitania do Rio de Janeiro à Coroa Portuguesa em 24 de maio de 1698. |

### Antecedentes
O primeiro caminho para a região das Minas Gerais, depois chamado de Caminho Velho, foi uma rota precária e insegura, principalmente devido ao trecho marítimo sujeito ao ataque de piratas entre Paraty e o Rio de Janeiro. Havia, portanto, a necessidade de uma nova rota, mais curta e segura, entre o porto do Rio de Janeiro e o sertão das Minas.
Em 1698, o governador da Capitania do Rio de Janeiro, Artur de Sá Menezes (1697-1702), informou à Coroa Portuguesa a necessidade de se abrir um novo caminho para aquele sertão.

### O Caminho Novo de Garcia Rodrigues Paes
A autorização para a abertura de um novo caminho foi passada por Carta-Régia em 1699 endereçada ao governador da capitania do Rio de Janeiro, Artur de Sá Menezes.
A abertura da nova via ficou a cargo do bandeirante Garcia Rodrigues Paes, filho de Fernão Dias, que tinha participado da bandeira de 1674-1681. À época da contratação, Garcia Rodrigues Paes estava estabelecido como sesmeiro, com duas roças na região: uma às margens do rio Paraibuna, e outra, na Borda do Campo (atual Barbacena).
O sertanista conseguiu concluir a picada para pedestres em 1700 após uma série de dificuldades. A partir de então continuou a aprimorá-la para o trânsito de animais de carga visando explorar o privilégio de cobrança de pedágios. A via foi concluída em 1707.
Nesta época, o Caminho Novo era percorrido em cerca de um mês, um terço do despendido no Caminho Velho.

## O percurso do Caminho Novo
A viagem pelo Caminho Novo começava, em embarcações à vela, no centro histórico da cidade do Rio de Janeiro, no antigo Cais dos Mineiros, entre o sopé do morro de São Bento e a atual praça XV de Novembro, quase em frente a atual igreja da Candelária.
Depois de uma escala na Ilha do Governador, seguia-se navegando até ao fundo da baía de Guanabara e adentrava-se pelo rio Iguaçu e, depois pelo seu afluente, o rio Pilar, percorrendo-se um total de doze quilômetros em rios. Desembarcava-se no porto de Pilar do Iguaçu, atualmente um bairro do município de Duque de Caxias, onde ainda existe a igreja da época. Deve-se notar que, até os meados do século XIX, os rios Iguaçu e Pilar eram muito mais largos e profundos do que atualmente, tendo sido assoreados e diminuída sua vazão com a exploração agrícola na baixada Fluminense.
A partir daí iniciava-se a pé, a cavalo ou em mulas, a viagem por uma estrada que seguia até a vila de Xerém, atualmente em Duque de Caxias e depois subia a serra até a atual Paty do Alferes.
Como  Garcia Rodrigues Paes abriu o caminho do interior para o litoral, não cuidou ou não pode escolher o trajeto menos íngreme. A subida da serra de Xerém até Paty do Alferes era de difícil acesso, fazendo com que cargas fossem perdidas, mulas caíssem em despenhadeiros e homens se ferissem. Além disto era comum os ataques indígenas e de bandidos. Até o início do século XIX, a região era percorrida por várias tribos de índios nômades conhecidas genericamente como coroados.
O caminho descia a serra pelos atuais distritos de Avelar e Werneck até cruzar o rio Paraíba do Sul, onde hoje está a cidade de Paraíba do Sul. Depois seguia-se, sentido norte, atravessando a Serra das Abóboras, alcançando Paraibuna, em território do atual município fluminense de Comendador Levy Gasparian e, daí, internando-se em território mineiro, seguia até a atual Juiz de Fora até atingir a região de Vila Rica (atual Ouro Preto).
A partir desse ponto, em Ouro Branco, podia-se retomar o percurso do Caminho Velho que seguia até o arraial do Tejuco (atual Diamantina), com ramificações para a fazenda Meia Ponte (atual Pirenópolis), Vila Boa de Goiás, e Bahia.

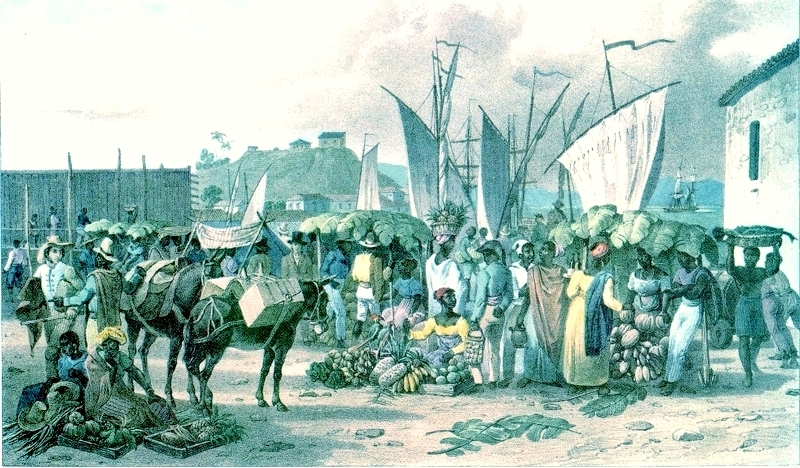
Mercado no porto da praia dos Mineiros
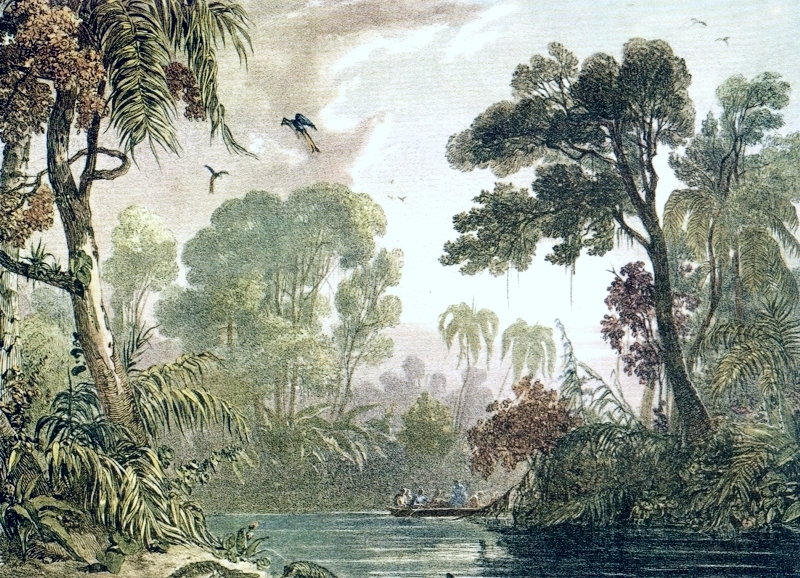
Foz do rio Cachoeira
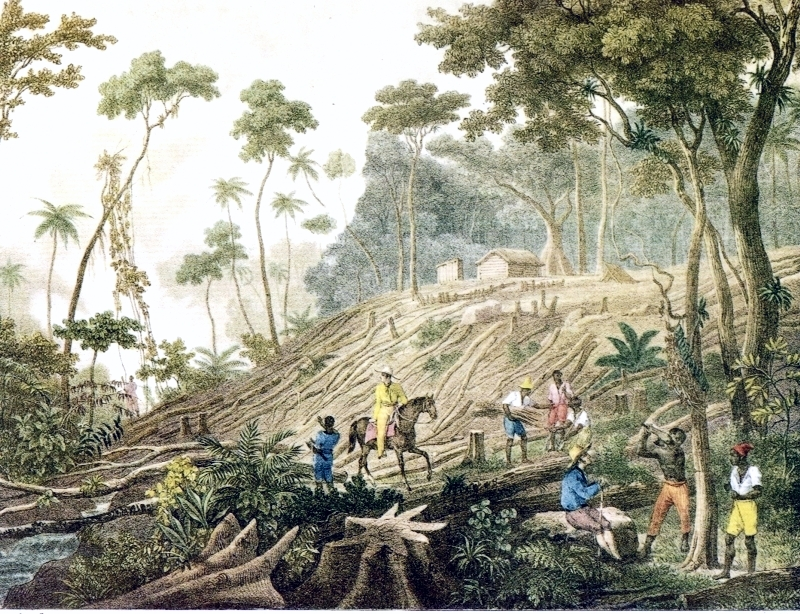
Derrubada de florestas
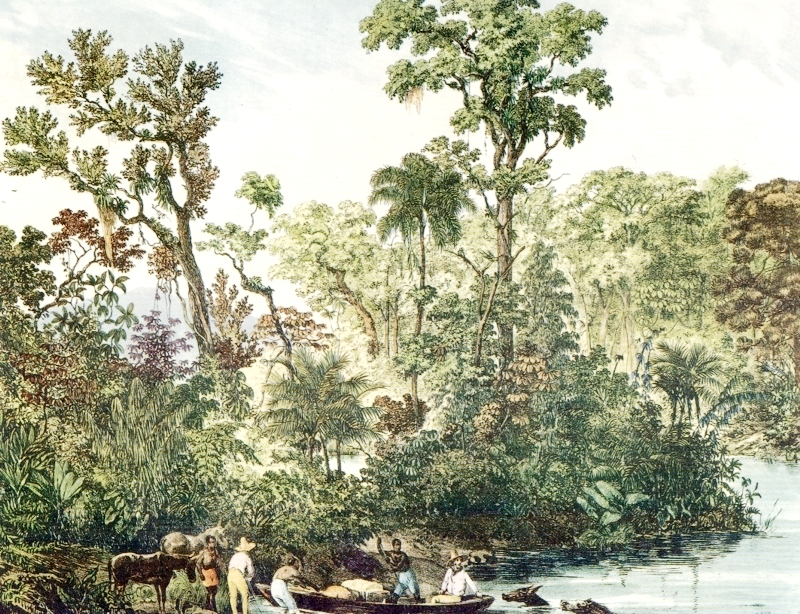
Rio Paraíba do Sul
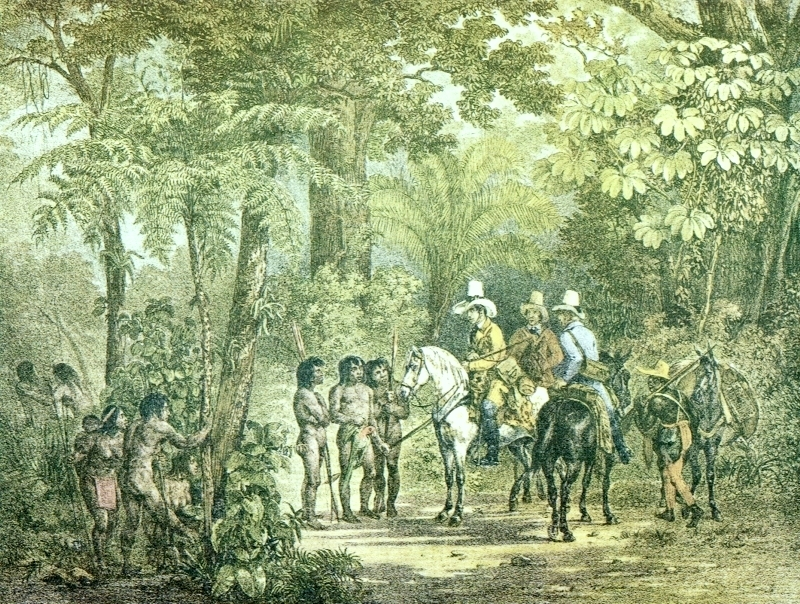
Encontro de viajantes com índios
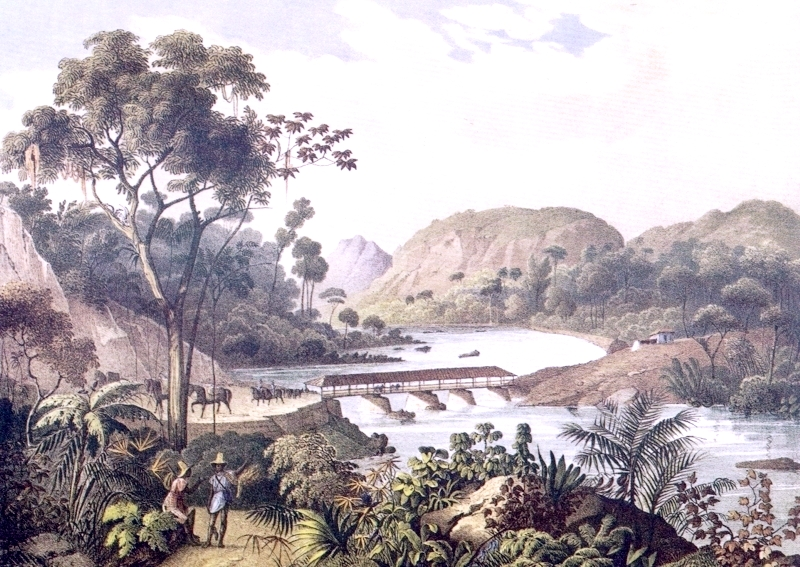
Rio Paraibuna
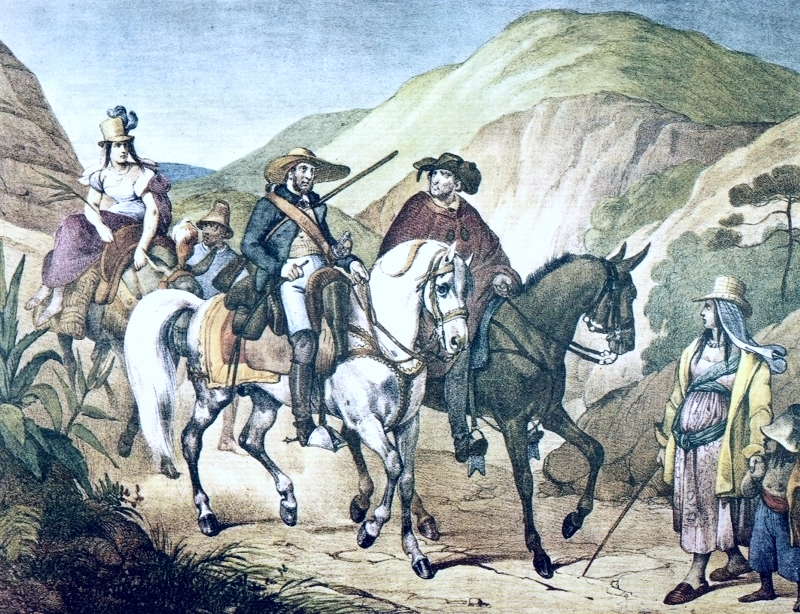
Habitantes de Minas Gerais
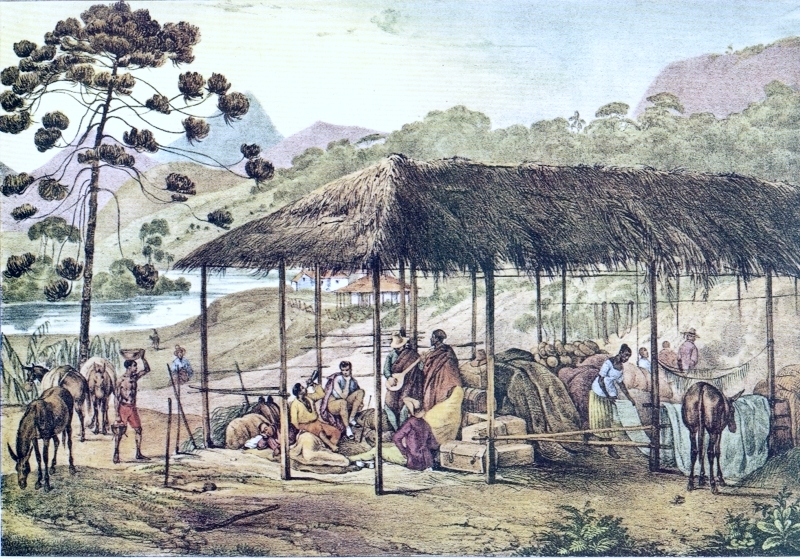
Repouso de uma tropa
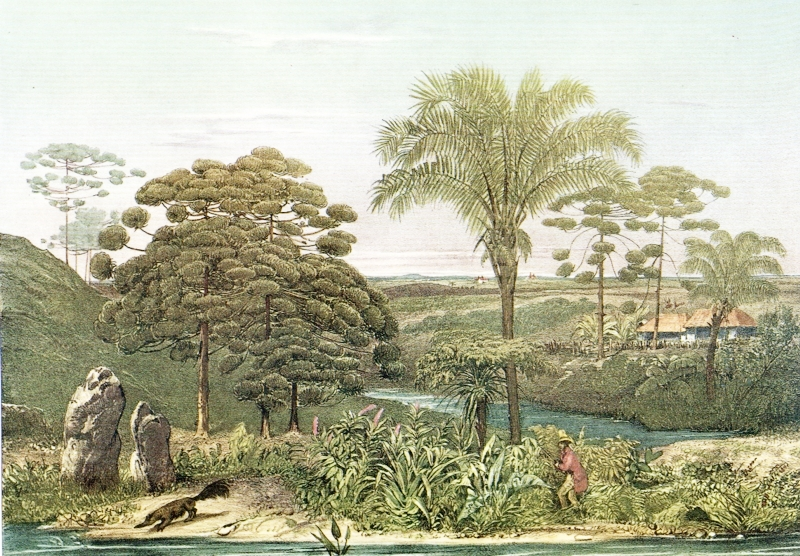
Barbacena no caminho para as minas
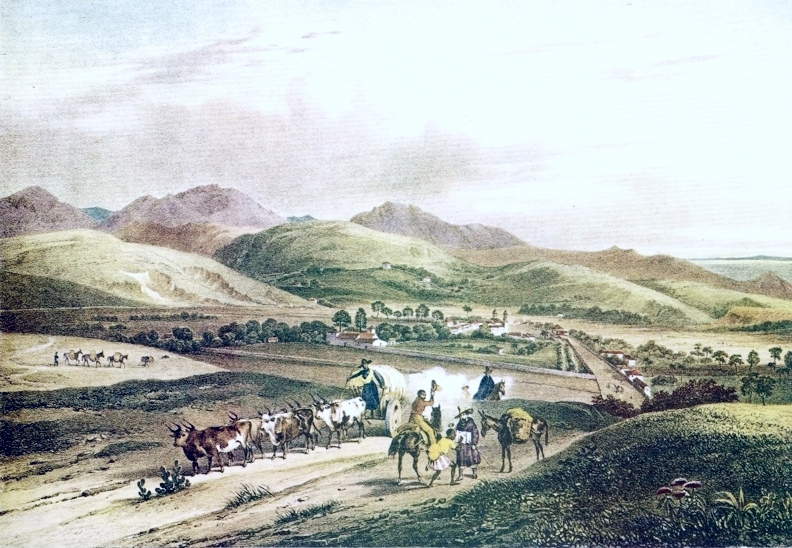
Arraial de Matosinhos perto de São João del-Rei
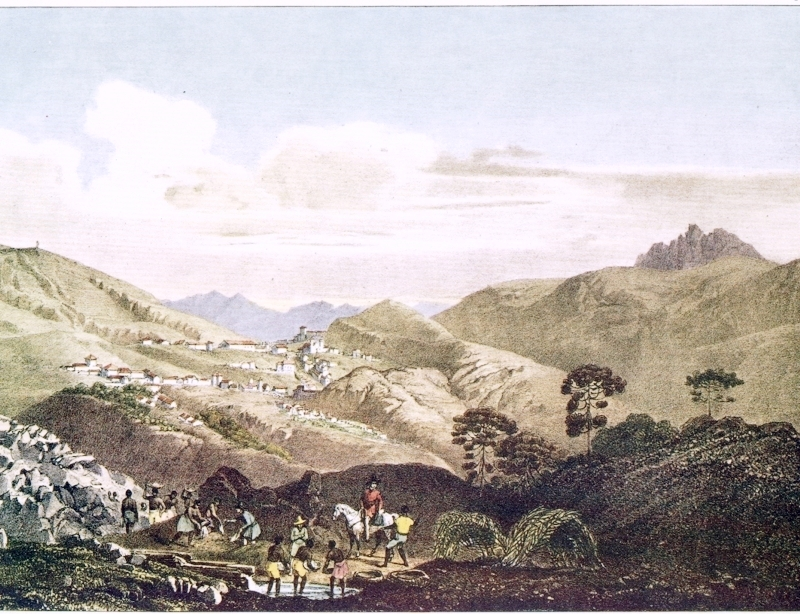
Vila Rica (Ouro Preto)
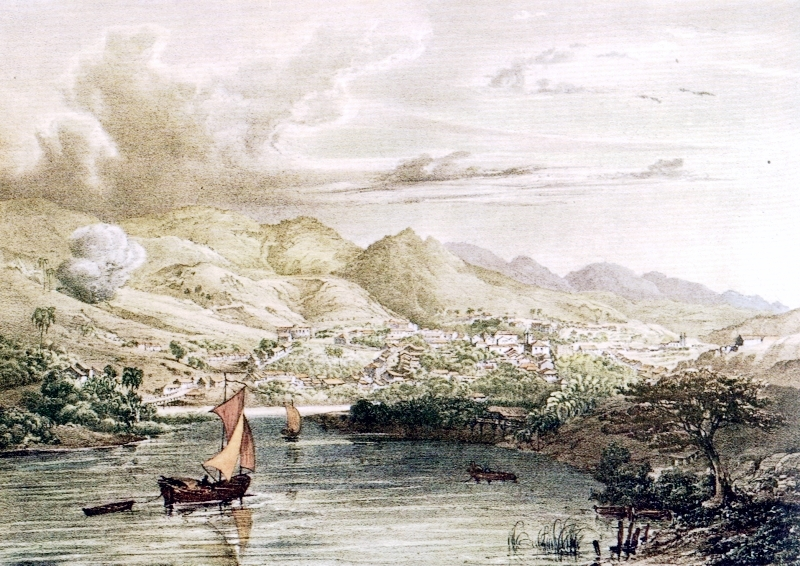
Sabará

## Aspectos de urbanização
Na margem oriental deste Caminho Novo, encontravam-se as áreas proibidas que, por não produzirem ouro, foram rigorosamente conservadas por ordem da Coroa, sendo-lhes impedido o acesso até o final do século XVIII como forma de barrar os descaminhos.
Ao longo do Caminho Novo várias povoações foram surgindo, dando origem às atuais Paty do Alferes, Paraíba do Sul, Comendador Levy Gasparian, Simão Pereira, Matias Barbosa, Juiz de Fora (antiga Santo Antônio do Paraibuna), Santos Dumont (antiga Palmira), Sítio, atual Antônio Carlos, Barbacena (antiga Borda do Campo), Paiva, Piau, Santana do Deserto e Tabuleiro.

## Consequências da abertura do Caminho Novo
A consolidação do Caminho Novo, nas décadas seguintes, trouxe uma significativa transformação no contexto econômico e político colonial. Além do ouro e diamantes das Minas Gerais, o porto do Pilar do Iguaçu escoava a produção de cerâmica, aguardente, feijão e milho produzidos na região da baixada Fluminense. A prosperidade era visível nos altares em talha dourada da Igreja de Nossa Senhora do Pilar.
A cidade do Rio de Janeiro passou a centralizar a rota para o abastecimento e circulação mercantil da região mineradora, suplantando as vilas paulistas e a Bahia como centro distribuidor de pessoas e bens para as Minas Gerais. Importantes portos no escoamento da riqueza mineral e no abastecimento como Paraty, Santos e Salvador foram superados pelo porto do Rio de Janeiro.
Posteriormente, o Caminho Novo foi substituído por uma variante, o chamado Caminho do Proença que apresentava a vantagem de encurtar o percurso, tornado menos íngreme, seguindo do porto da Estrela até a atual Petrópolis, depois para Itaipava e Santana de Cebolas (atual distrito de Inconfidência, Paraíba do Sul) até encontrar-se com o Caminho Novo em Paraíba do Sul.
Entre 1761 e 1781, as minas de ouro tiveram uma queda sensível em sua produção, mesmo assim, porto da Estrela continuava sendo o principal caminho para o interior.
Ao longo do Caminho Novo, havia locais de cobrança de pedágio denominados Registros. Segundo o Registro de Paraíba do Sul, em 1824 passaram diariamente pelo Caminho Novo, em média, 143 mulas e 302 pessoas.
Os importantes naturalistas-viajantes do século XIX como o barão de Langsdorff, von Spix, von Martius, Auguste de Saint-Hilaire, Walsh, Freireys e muitos outros passaram pelo Caminho Novo.

## Tiradentes e o Caminho Novo
Joaquim José da Silva Xavier, o Tiradentes, conheceu bem o Caminho Novo, pois nele serviu como:
- Comandante do Destacamento do Caminho Novo;
- Comandante da Patrulha do Mato; e
- responsável pela abertura de um de seus trechos.

Tiradentes defendia as ideias revolucionárias pelos arraiais por onde passava. Assim, como aviso aos seus habitantes, as partes de seu corpo esquartejado foram expostas ao longo do Caminho Novo nos seguintes locais:
- sítio de Sebollas, atual Distrito de Inconfidência, em Paraíba do Sul;
- arraial da Igreja Nova, na atual Barbacena;
- estalagem da Varginha, na atual Conselheiro Lafaiete;
- sítio das Bandeiras, na atual Ouro Preto.